# Sharon Isbin

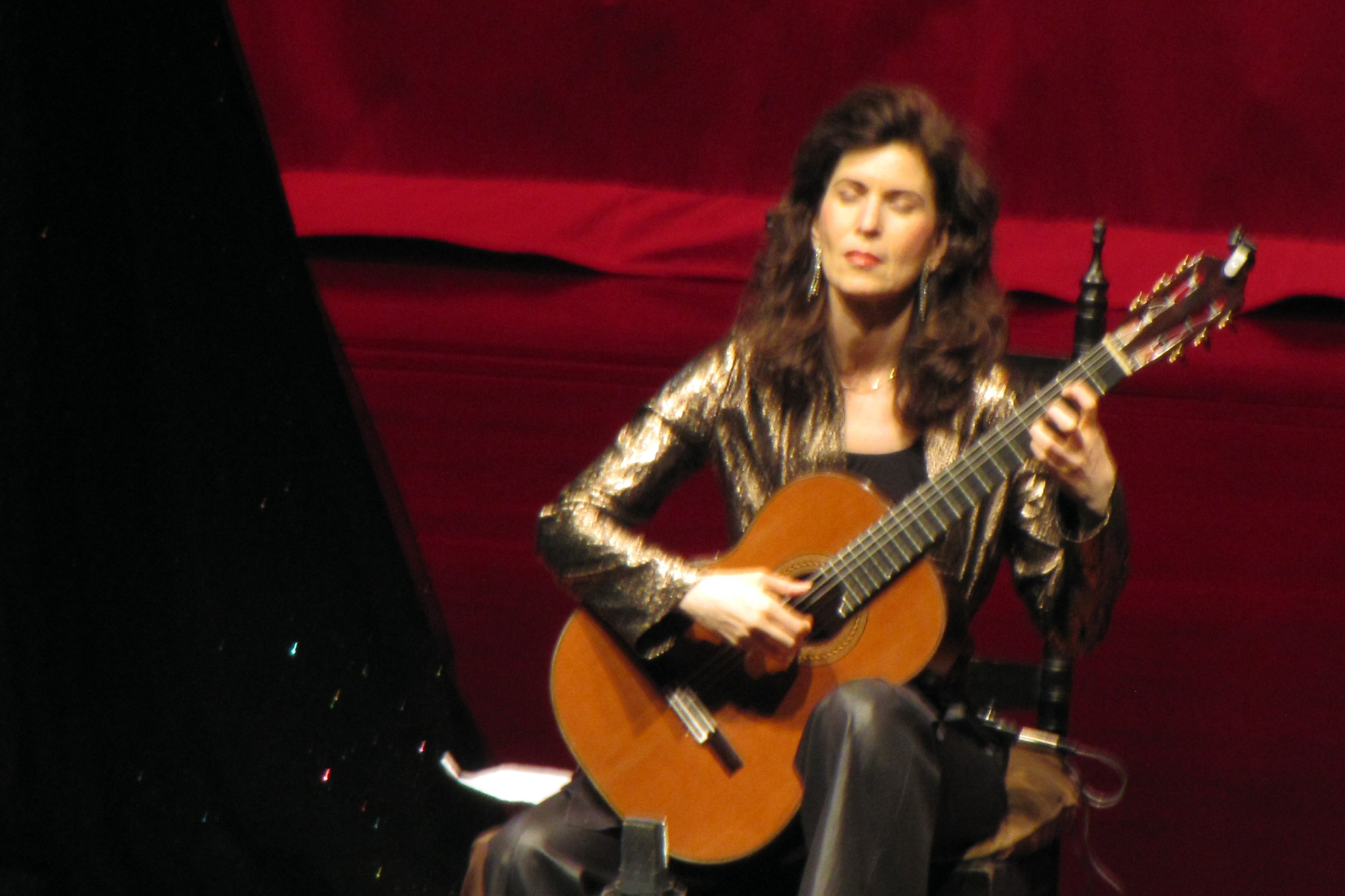
Sharon Isbin (2011)

Sharon Isbin é uma guitarrista dos Estados Unidos da América.
Muito elogiada pelo seu lirismo, apurada técnica e versatilidade, é atualmente uma das mais destacadas intérpretes de guitarra clássica do panorama internacional.

## Biografia
Sharon Isbin nasceu em Minneapolis, Minnesota, filha de Katherine Isbin e Herbert S. Isbin, um cientista nuclear, professor da University of Minnesota e autor de Introductory Nuclear Reactor Theory (1963).
Possui dois prêmios Grammy e um "Best Classical Guitarist" da revista Guitar Player. Vencedora de concursos internacionais de Toronto, Munique e Madrid (Rainha Sofia). Realizou recitais nos principais palcos internacionais, incluindo o Carnegie Hall e o Avery Fisher Hall de Nova Iorque, o Symphony Hall de Boston, o Kennedy Center de Washington, o Ford Center de Toronto, o Barbican Centre e o Wigmore Hall de Londres, o Concertgebouw de Amesterdão, o Herkulessaal de Munique, o Teatro Real de Madrid e Olinda (Pernambuco - Brasil, 7 Set. 2006) entre muitos outros.
Possui extensa discografia, que inclui mais de vinte gravações, abrangendo domínios tão diversos como a música barroca, as tradições espanhola e latina, o século XX, a música de cruzamento e o jazz de fusão.
É reconhecida pelo seu importante papel na expansão do repertório para guitarra, sendo, entre todos os guitarristas, aquela que encomendou e estreou o maior número de concertos para o seu instrumento, para além de peças a solo e de câmara.